# Азізбеківський район (Вірменська РСР)
Азізбеківський район — адміністративно-територіальна одиниця у складі Вірменської РСР та Республіки Вірменія, що існувала у 1931–1995 роках. Центр — Азізбеков.

## Історія
Азізбеківський район було утворено 1931 року.
1992 Азізбеківський район було перейменовано на Вайкський район. Ліквідовано 1995 року при переході Вірменії на новий адміністративно-територіальний поділ.

## Географія
Станом на 1 січня 1948 року площа району становила 1200 км².

## Адміністративний поділ
Район включав 17 сільрад: Азатекську, Азізбеківську, Барцунінську, Гергерську, Гідевазьку, Гомурську, Горадіську, Джулську, Зейтинську, Зіракську, Кармрашенську, Кечутську, Кочбекську, Мартироську, Серську, Терпську, Хвдзорутську.